# Саласар-де-Лас-Пальмас
Саласар-де-Лас-Пальмас (исп. Salazar de Las Palmas) — город и муниципалитет в северо-восточной части Колумбии, на территории департамента Северный Сантандер. Входит в состав Центрального субрегиона.

## История
Поселение, из которого позднее вырос город, было основано 4 ноября 1583 года капитаном Алонсо Ранхелем.

## Географическое положение

Муниципалитет Саласар-де-Лас-Пальмас

Город расположен в центральной части департамента, в горной местности Восточной Кордильеры, на левом берегу реки Саласар (приток Сулии), на расстоянии приблизительно 32 километров к юго-западу от города Кукута, административного центра департамента. Абсолютная высота — 837 метров над уровнем моря.
Муниципалитет Саласар-де-Лас-Пальмас граничит на севере с территориями муниципалитетов Грамалоте и Лоурдес, на северо-востоке — с муниципалитетом Сантьяго, на востоке — с муниципалитетом Дурания, на юге — с муниципалитетом Арболедас, на юго-западе — с муниципалитетом Качира, на северо-западе — с муниципалитетом Вилья-Каро. Площадь муниципалитета составляет 480 км².

## Население
По данным Национального административного департамента статистики Колумбии, совокупная численность населения города и муниципалитета в 2015 году составляла 8964 человека.
Динамика численности населения муниципалитета по годам:
| 2005 | 2006 | 2007 | 2008 | 2009 | 2010 | 2011 | 2012 | 2013 | 2014 | 2015 |
| ---- | ---- | ---- | ---- | ---- | ---- | ---- | ---- | ---- | ---- | ---- |
| 9451 | 9365 | 9311 | 9259 | 9214 | 9162 | 9125 | 9082 | 9046 | 9005 | 8964 |

Согласно данным переписи 2005 года мужчины составляли 52,5 % от населения Саласар-де-Лас-Пальмаса, женщины — соответственно 47,5 %. В расовом отношении белые и метисы составляли 99,96 % от населения города; негры, мулаты и райсальцы — 0,04 %.
Уровень грамотности среди всего населения составлял 81,6 %.

## Экономика
Основу экономики Саласар-де-Лас-Пальмаса составляет сельское хозяйство.
60,2 % от общего числа городских и муниципальных предприятий составляют предприятия торговой сферы, 33,9 % — предприятия сферы обслуживания, 4,2 % — промышленные предприятия, 1,7 % — предприятия иных отраслей экономики.